# Bonesioides speciosa
Bonesioides speciosa es un coleóptero de la familia Chrysomelidae.
Fue descrita científicamente por primera vez en 1937 por Laboissiere.